# Școalele Centrale Române greco-ortodoxe din Brașov
Școalele centrale române greco-ortodoxe sau Școalele centrale greco-orientale române din Brașov a fost de la înființare și până la sfârșitul  Primului Război Mondial cea mai importantă școală confesională românească din Transilvania.

## Perioada premergătoare
Începutul creării unui învățământ organizat și unitar pentru românii din Transilvania s-a datorat Episcopiei greco-catolice de aici, care, în anul 1754, a inaugurat la Blaj primele școli unite, punând astfel bazele primului gimnaziu românesc inferior și superior, precum și primului seminar teologic. Aici au învățat tinerii care au format ulterior nucleul Școlii Ardelene, Blajul devenind astfel unul dintre principalele centre de renaștere națională și de modernizare a învățământului și a culturii românești. În anul 1782, în funcția de director al școlilor unite a fost numit Gheorghe Șincai, care, prin înființarea a 300 de școli, a pus bazele sistemului învățământului românesc din Transilvania.

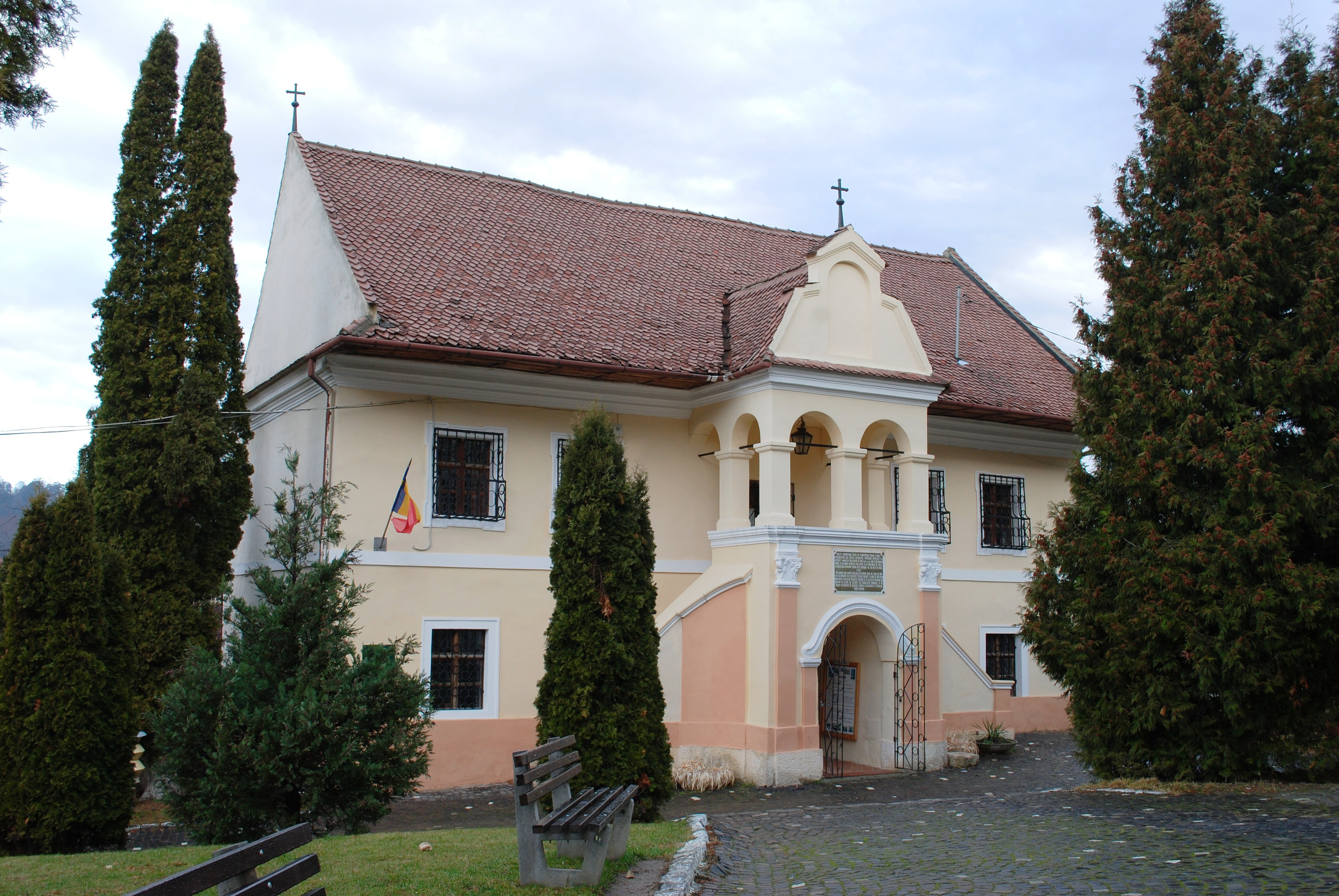
Prima școală românească din Brașov de lângă Biserica „Sfântul Nicolae”

Ideea înființării și la Brașov a unei „școli mai înalte” pentru români datează încă de la sfârșitul secolului al XVIII-lea, de pe vremea cărturarilor Dimitrie Eustatievici și Radu Tempea. Până atunci, singura școală românească era cea de lângă biserica „Sfântul Nicolae”, existența ei fiind atestată în anul 1497, școală la care încă din jurul anului 1530 se preda în limba română.
În decembrie 1837 s-a deschis la Brașov gimnaziul latino-german, ulterior liceu romano-catolic, unde au învățat și mulți tineri români (conform documentelor, până în anul 1867, o treime din elevi erau români). Iacob Mureșianu a fost cel care a adus o contribuție importantă la înființarea acestui gimnaziu, în care a fost profesor timp de aproape 40 de ani, dintre care douăzeci de ani având și funcția de director.
O importantă schimbare în bine a apărut în urma decretului de toleranță din iulie 1781 al împăratului Iosif al II-lea al Austriei. Atunci românii și grecii de religie ortodoxă din Brașov au hotărât ridicarea unei biserici cu hramul Sfânta Treime, care se va construi în anul 1787. Pe lângă această biserică a funcționat și o școală în care se învăța în limba greacă și germană. Școala a fost sprijinită material din fondurile bisericii, ale negustorilor greci și români, dar și de o importantă moștenire lăsată de principele Grigore Brâncoveanu. Din păcate, armonia între „cetățenii de religie ortodoxă a răsăritului” nu a durat mult, grecii revendicându-și dreptul asupra bisericii, ceea ce a dus la procese îndelungate și repetate. Pierzând aceste procese, dezamăgiți și incapabili de a mai continua lupta, românii au părăsit Biserica „Sfânta Treimeˮ. Reunindu-și mijloacele materiale, negustorii români au cumpărat, în anul 1828, o mare proprietate în Piața Sfatului din Cetatea Brașovului, unde, în anul 1833, au construit o capelă cu hramul „Adormirea Maicii Domnului”. Peste numai un an, a fost inaugurată acolo și o școală elementară comercială, prima școală românească din Cetate.

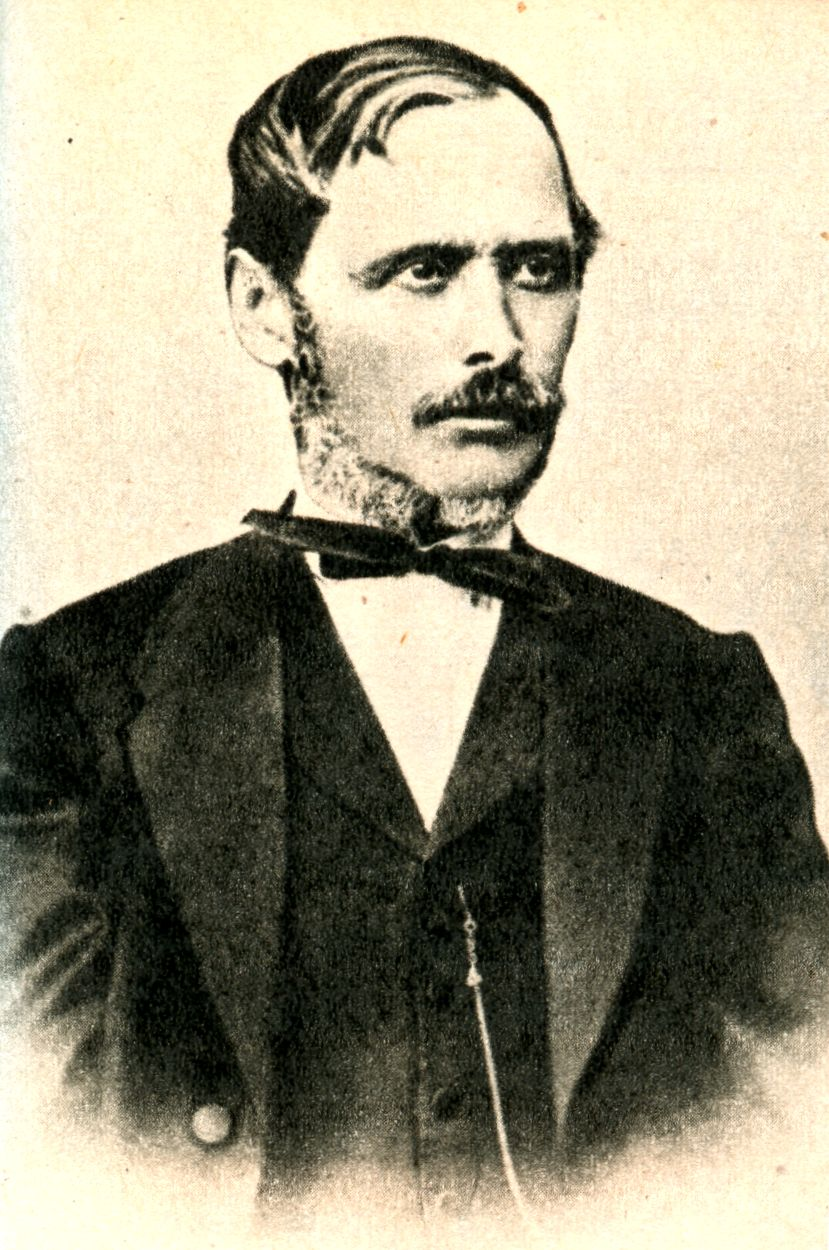
George Barițiu

Conducerea și reorganizarea „Școlii din Cetate” a fost încredințată, din anul 1836, noului profesor George Barițiu, care a fost adus la Brașov de negustorul Gheorghe I. Nica. Barițiu și-a continuat munca începută aici până în 1845, deși din 12 martie 1838 el a devenit și redactor șef al Gazetei de Transilvania. Ulterior, Barițiu, a propus înființarea unei școli de comerț, în urma cărei propuneri a fost alcătuită o comisie însărcinată să studieze problemele necesare realizării acestei idei. Tot el a fost cel care l-a sprijinit pe Andrei Mureșanu să ajungă profesor la școala românilor din Cetate, acesta intervenind pentru depășirea învățământului exclusiv religios. Astfel, au fost comandate noi manuale pentru școală, necesare noilor nevoi educative și s-au introdus, ca discipline noi, istoria, geografia, gramatica românească și grecească, precum și limba latină.
Deși a fost o școală elementară, sau comercială mai apoi, școala din Cetate (ori „de la capelă”) a jucat un rol important în educația primară a copiilor români, cei mai buni dintre ei putând să-și continue studiile liceale și chiar superioare.

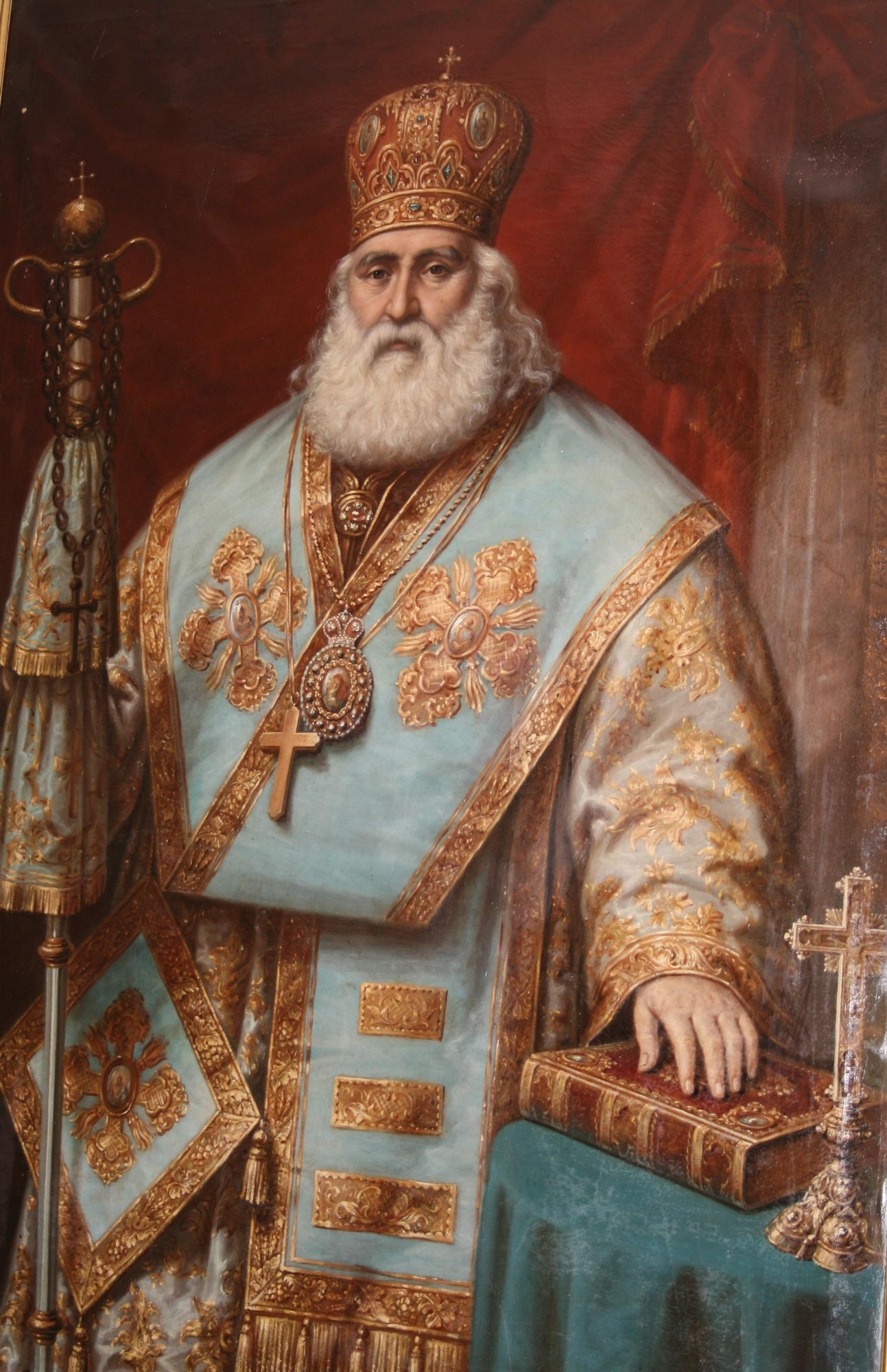
Ioan Popasu (Popazu)

În acest timp, în anii ’30 ai secolului al XIX-lea, situația organizatorică și a nivelului de pregătire a dascălilor și elevilor școlii de pe lângă biserica Sf. Nicolae din Șcheii Brașovului, deși mult mai veche și mai „bogată”, a decăzut. Totul s-au schimbat în bine odată cu venirea ca paroh (și ulterior protopop) a lui Ioan Popasu (Popazu), în anul 1838, situația școlii de aici îmbunătățindu-se simțitor. Tot el a obținut recunoașterea școlii de către episcopul Vasile Moga și de guvern, ceea ce a permis absolvenților școlii să poată urma în continuare cursurile gimnaziale.
Ioan Popasu, împreună cu alți reprezentanți ai românilor din Cetate, alături de grecii de la biserica Sf. Treime, au încercat, între anii 1840 și 1843, să pună bazele unui gimnaziu greco-ortodox în Brașov, înaintând această propunere guvernului de la Viena, inițiativă nereușită însă din lipsa fondurilor și a aprobărilor necesare.
Un prim pas înainte a fost făcut în toamna anului 1844, odată cu achiziționarea grădinii și băilor deținute de croitorul Johann Beer în zona dintre Șchei și Cetate, numită „Groaveri”, unde românii au dorit inițial să construiască un cimitir.
În ședința comună din 19 noiembrie 1844, cele două parohii românești, „Sfântul Nicolae” din Șchei și „Sfânta Adormire” din Cetate, la propunerea protopopului Ioan Popasu, s-au pus de acord privind susținerea în continuare a unei singure „școli naționale centrale”, care urma să fie construită pe locul cumpărat în Groaveri. De administrarea viitoarei instituții de învățământ avea să se ocupe „Eforia Școlară”, o comisie comună a celor două parohii românești, prezidată de protopopul Ioan Popasu. Aceasta a devenit ulterior „Eforia Școalelor Centrale române greco-ortodoxe din Brașov”, care a condus complexul școlar brașovean până în anul 1919, atâta timp cât învățământul componentelor sale a rămas confesional. Primii săi membri, aleși la înființare, au fost: Ioan Iuga, George Barițiu și Iacob Mureșianu din partea românilor din Cetate, protopopul Ioan Popasu, arhidiaconul Iosif Barac, Ioan Pantazi și Nicolae Dima din partea românilor din Șchei, funcția de președinte revenindu-i protopopului Ioan Popasu. Sarcinile Eforiei au fost de a procura mijloacele necesare înființării școlii proiectate și de a obține de la Guvernul Transilvaniei și de la autoritățile Brașovului autorizațiile necesare funcționării acesteia.
Încă din anul 1838, împăratul Ferdinand I al Austriei, preocupat de reforma școlară în Imperiul Austro-Ungar, ceruse propuneri atât pentru organizarea învățământului gimnazial, cât și a celui real. Ca urmare, a fost elaborat un document complet și bine fundamentat, publicat în data de 16 septembrie 1849, „Proiectul de organizare a gimnaziilor și a școlilor reale din Austria”. În document se preciza că oricine putea înființa asemenea școli, dacă avea aprobarea Ministerului Cultelor și Instrucțiunii Publice și dacă dovedea că posedă mijloacele de întreținere pentru mai mulți ani la rând. Pentru românii brașoveni, proiectul de organizare austriac din 1849 a venit la timp, fiind luat ca bază legislativă pentru deschiderea, în toamna anului 1850, a gimnaziului inferior de patru clase.

## Perioada 1850–1914
Școalele Centrale Române s-au deschis în data de 1 septembrie 1850, într-o clădire închiriată, denumită „Casa Băcanului”, pentru început numai cu clasele I–III de băieți și cu clasele I - II de fete ale școlii normale (ciclul primar). Clasa a IV-a de băieți, proiectată ca un una pregătitoare pentru gimnaziu, a fost transformată, în anul respectiv, direct în prima clasă gimnazială. Ca „rector” al Școalelor Centrale a fost numit Iosif Barac (1813–1884), iar postul de profesor a fost ocupat de Gavriil Munteanu, cel care a devenit primul director al gimnaziului până în anul 1869, când a decedat. Pentru început, gimnaziul a avut în componență 24 de elevi, între care Titu Maiorescu și Ioan Meșotă.
Chiar de la început s-a simțit lipsa unei clădiri proprii, corespunzătoare cerințelor unui gimnaziu. Încă din anul 1846 a avut loc la Viena o primă discuție între protopopul Ioan Popasu și arhitectul Ștefan Emilian, care cunoștea intențiile românilor brașoveni de a-și construi o școală. La îndemnul lui Popasu, Ștefan Emilian, premiat recent de Academia Imperială de Arte Frumoase din Viena, a proiectat o clădire mult mai mare decât fusese stabilită inițial, în care să-și poată desfășura activitatea atât școala primară, cât și un gimnaziu superior cu opt clase. Conform proiectului, clădirea urma să aibă douăzeci de săli de clasă și o sală festivă.

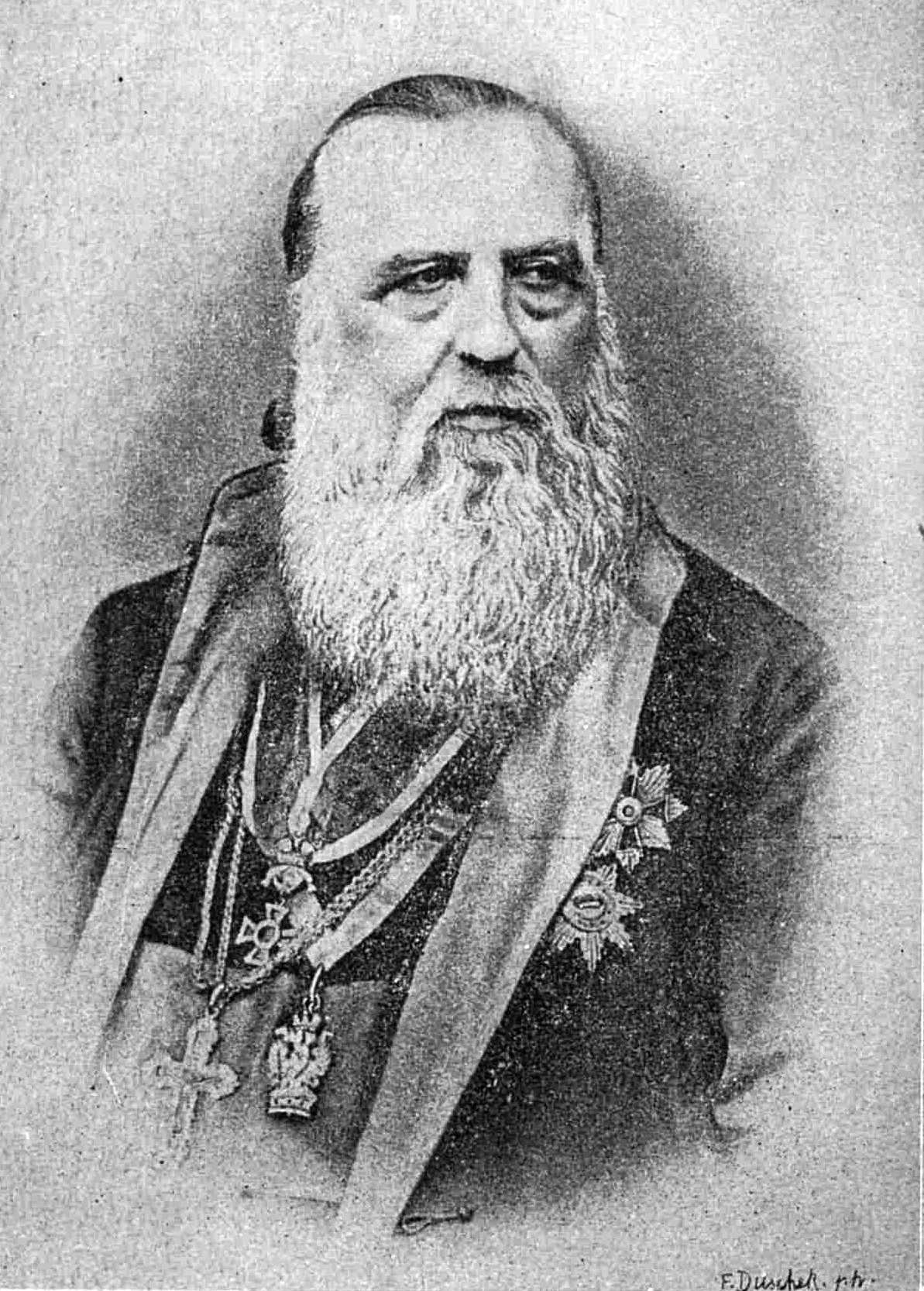
Andrei Șaguna

Piatra de temelie a noii clădiri a școlii a fost așezată de către însuși episcopul Andrei Șaguna în ziua de 17 septembrie 1851, de sărbătoarea Sfintei Sofia și a fiicelor sale Pistis, Elpis și Agapi (Credința, Speranța și Caritatea).
Construcția noului edificiu, încredințată arhitectului Ștefan Emilian și inginerului sas Fisoler, a costat foarte mult și a implicat multe sacrificii. În anul 1853 a fost terminat parterul și primul etaj, iar în 1856 s-a terminat cel de-al doilea etaj și s-au finalizat lucrările. Atunci au fost date în folosință toate cele 22 de încăperi, dintre care 11 la parter, inclusiv sala festivă, și alte 10 încăperi la cele două etaje.
Ca urmare, prin decretul din 28 ianuarie 1856 al Ministerului Cultelor și Instrucțiunii Publice, a fost recunoscut pe deplin dreptul de funcționare a gimnaziului în calitate de școală confesională. Toate acestea au constituit fundamentul pe care, în anul 1861, s-a deschis gimnaziul superior cu clasele V–VIII și, ulterior, școala reală inferioară și școala comercială superioară. În anul 1865 gimnaziul avea deja toate cele opt clase, primul examen de maturitate (Bacalaureat) din acel an școlar fiind condus de însuși Andrei Șaguna.
Prima perioadă de existență a Școlilor centrale din Brașov a fost marcată de o situație economică dificilă, caracterizată de lipsa manualelor școlare, a cărților traduse în limba română și a mijloacelor necesare desfășurării procesului de învățământ. Până la acordarea ajutorului de la stat, gimnaziul a fost susținut prin contribuția majoră a parohiilor  „Sfântul Nicolae” din Șchei și „Sfânta Adormire” din Cetate, ca și prin donațiile negustorilor români din Brașov, din Transilvania și de peste Carpați, precum și prin colectele efectuate de către membrii Eforiei Școlare în Brașov și în împrejurimi.
Pe toată durata acestor prime două decenii, gimnaziul din Brașov a beneficiat de susținerea continuă a mitropolitului Andrei Șaguna și a protopopului Ioan Popasu. Aceștia au intervenit, prin natura funcțiilor lor, pe lângă autoritățile centrale și locale, au supravegheat și au sprijinit instituția de învățământ, în ciuda condițiilor nefavorabile unor asemenea demersuri. Mai mult chiar, în perioadele de lipsuri financiare, au împrumutat și au susținut școala din veniturile lor personale.
În data de 27 februarie/11 martie 1882, în sala festivă a școlii, pictată în anul 1862 de Iosif Clement și al cărei peretele frontal era împodobit cu deviza „Litteris et virtuti“, a avut loc premiera operetei „Crai Nou“ de Ciprian Porumbescu, profesor de muzică la gimnaziu, în prezența unui numeros public din oraș și din împrejurimi.
În anul 1869, în cadrul „Școalelor centrale” au fost deschise o școală reală inferioară și o școala comercială superioară, ambele cu durată, pentru început, de trei ani. Acestea au fost inaugurate în mod oficial, conform tradiției stabilite încă din anul 1851 de mitropolitul Andrei Șaguna, atunci episcop, în ziua „Sfintei Sofia”, și anume pe 17 septembrie 1869.
„Școalele centrale române greco-ortodoxe din Brașov“ cuprindeau astfel trei instituții de învățământ, și anume:
- gimnaziul mare cu opt clase: cursul inferior cu 4 clase și cursul superior tot cu 4 clase;
- școala reală inferioară, cu patru clase;
- școala comercială medie, din anul 1897 numită superioară, cu trei clase;

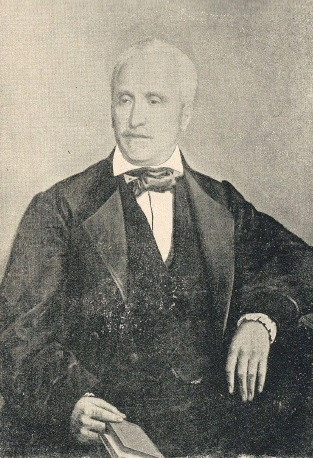
Gavriil Munteanu

Limba de predare era limba română, acesta fiind obiect de studiu obligatoriu, lucru specific școlilor confesionale din Transilvania. Păstrarea limbii române ca limbă de predare și respectarea caracterului național au însemnat pentru gimnaziul brașovean o luptă îndelungată împotriva tendințelor de germanizare ale guvernului absolutist de la Viena și, mai târziu, împotriva maghiarizării din timpul regimului austro-ungar.
Gimnaziul s-a orientat încă de la înființare spre un învățământ umanist în limba română, materiile de studiu fiind: limba latină, română, greacă, germană, maghiară, franceză, istorie, geografie, fizică, chimie, științe naturale, desen, muzică și gimnastică.
O contribuție importantă în existența de început a gimnaziului a avut-o Gavriil Munteanu, care, la insistențele lui George Barițiu, a ocupat din 1850 postul de profesor la prima clasă a noului gimnaziu, devenind și primul director al școlii, funcție pe care a exercitat-o până la sfârșitul vieții sale, în anul 1869. El s-a remarcat prin buna organizare a activității didactice, fiind preocupat de achiziționarea mijloacelor de învățământ necesare și de dotarea bibliotecilor.

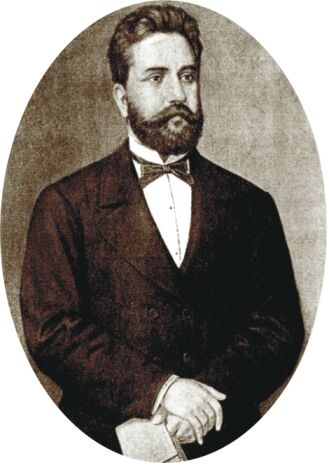
Ioan Meșotă

Lui i-a urmat la conducerea școlii Dr. Ioan Meșotă, „conrector” și apoi director, după moartea lui Gavriil Munteanu. Încă din anul 1868, Ioan Meșotă a fost cooptat în calitate de consilier al Eforiei Școlare pentru pregătirea documentelor necesare înființării școlilor reală și comercială, având și onoarea de a inaugura ambele școli. El a deținut funcția de director al „Școalelor centrale” până la moartea sa în anul 1878.
După încetarea din viață a lui Ioan Meșotă, la conducerea Școalelor Centrale Române din Brașov s-au aflat următorii directori: Ștefan Iosif, tatăl poetului Ștefan Octavian Iosif, între anii 1878–1889 (fost „conrector” în perioada îmbolnăvirii lui Meșotă), apoi Ipolit Ilasievici (1889–1894) și Virgil Onițiu (1894–1915), „o personalitate care apare în viața poporului numai în intervale anumite”, cum l-a caracterizat Aurel A. Mureșianu. Conform tradiției, directorul era ajutat în activitatea sa de Conferința profesorală. În anul școlar 1869/1870 au funcționat conferințe separate pentru gimnaziu și pentru cele două școli noi. Între 1870–1896 a funcționat o conferință unitară a Școlilor Centrale, după care s-a revenit la separarea lor. De asemenea, în anul 1890 s-a decis ca, pe lângă directorul Școlilor, să fie numit câte un diriginte ales la fiecare trei ani, care răspundea nemijlocit de școala reală, respectiv de cea comercială. În anul următor au fost numiți în aceste noi funcții profesorul Iosif Maxim pentru școala reală și profesorul Andrei Bârseanu, înlocuit în 1893 de profesorul Ioan Socaciu, pentru școala comercială. Începând din anul 1894 (până în anul 1919), funcția de diriginte al școlii reale a fost deținută de profesorul Gheorghe Chelariu.
Prin separarea, la începutul anului școlar 1878–1879, a școlii reale inferioare de gimnaziul inferior, după ce în prealabil ele se contopiseră progresiv, ca și prin trecerea la nivelul de patru clase, școala reală inferioară română se punea în concordanță cu planul privind școlile reale din anul 1875 al Ministerului Cultelor și Instrucțiunii Publice din Ungaria. Acesta ridica de la șase la opt nivelul de clase ale unei școli reale complete, concordanță convenabilă din punct de vedere a calității pregătirii, al recunoașterii documentelor școlare ale elevilor români de aici, precum și al admiterii lor în ciclul gimnazial superior.
O altă schimbare importantă în structura Școlilor Centrale a survenit ca urmare a Regulamentului din 1895 referitor la școlile comerciale medii, numite de atunci „școli superioare de comerț”, nemaifăcându-se deosebire între școlile comerciale medii și academiile comerciale. Aceasta a avut ca primă consecință un început de separare a conducerii Școlii Comerciale de cea a gimnaziului, devenind o școală de sine stătătoare, decizie aprobată de Consistoriul arhidiecezan în ianuarie 1896. Totuși legăturile dintre cele trei școli nu s-au întrerupt, ele folosind în comun același edificiu, aceleași mijloace de învățământ, aplicând același regulament disciplinar și același mod de examinare și clasificare a elevilor, toți aceștia folosind în comun biblioteca și Societatea de lectură, precum și consiliile profesorale comune, la fel ca și festivitățile școlare.

## „Școalele centrale” în perioada și după terminarea Primului Război Mondial
Primul Război Mondial a afectat puternic și „Școalele centrale române greco-ortodoxe din Brașov“, încă din primele zile ale declanșării conflictului, odată cu mobilizarea generală a armatei. Printre cei mobilizați și plecați pe front în lunile iulie și august 1914 s-au aflat învățători și profesori ai Școalelor centrale, ceea ce adus la perturbarea procesului didactic. Datorită și scăderii numărului elevilor în anii războiului, s-a hotărât unificarea claselor paralele, suplinirea orelor libere de către profesorii rămași acasă, în mod gratuit, pentru a nu încărca bugetul care suporta inclusiv salariile profesorilor plecați pe front, și reducerea numărului de ore la anumite discipline (în special la matematică și fizică), unde rămăsese doar un singur profesor. Începând din martie 1915 au fost mobilizați și o bună parte dintre elevii claselor superioare gimnaziale.

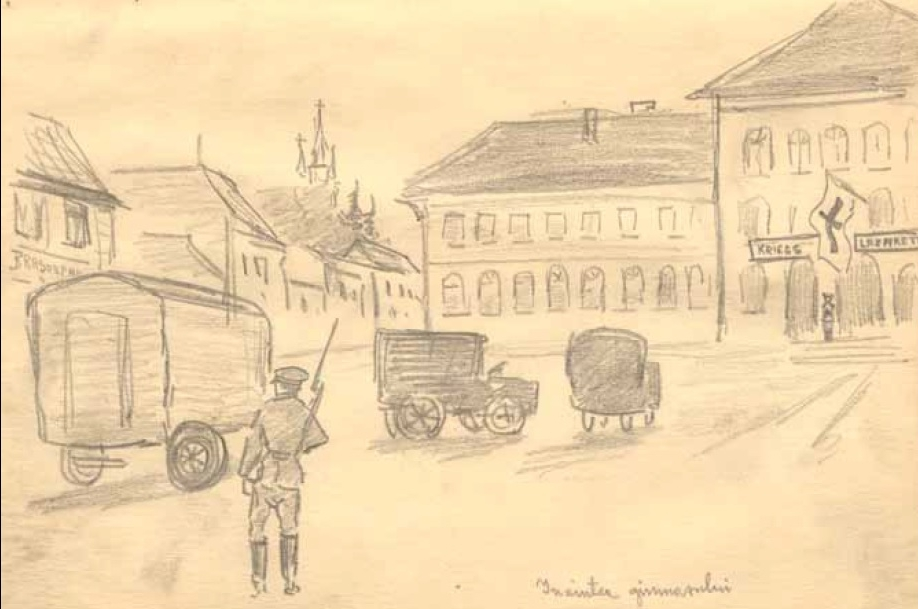
„Școalele centrale” în timpul Primului Război Mondial

Clădirea gimnaziului a fost ocupată de armată încă din august 1914, aceasta instalându-și aici birourile comandamentului de recrutare, precum și o parte a trupelor, înainte de plecarea pe front. Curtea școlii și sala de gimnastică au fost de asemenea folosite pentru instruirea trupelor și respectiv pentru bucătăriile de campanie. Abia după multe insistențe, o parte a localului școlii a fost eliberat, ceea ce a permis începerea cursurilor, la jumătatea lunii septembrie, excepție făcând școala primară, a cărui sediu a mai fost ocupat de trupele de miliție până în luna octombrie. Elevii din clasele gimnaziului au început să urmeze cursuri de instrucție militară, cuprinzând o parte teoretică și una practică, în vederea unor viitoare mobilizări.

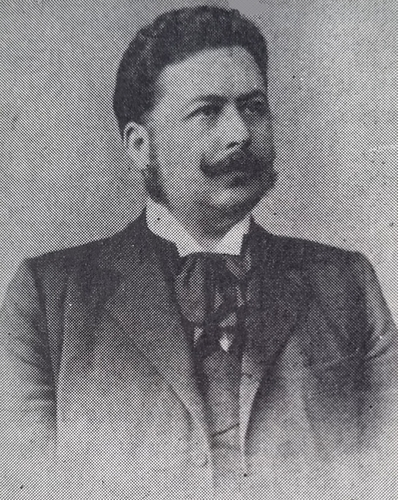
Virgil Onițiu

De pe front au început să sosească vești triste despre moartea unor profesori mobilizați în armată: dr. Alexandru Bogdan, mai tinerii profesori Dionisie Nistor și Vasile Micula, căzuți în lupte pe frontul din Galiția. În toamna anului 1915 a murit și directorul școlii, Virgil Onițiu, profesor cu o înaltă ținută morală, a cărui existență a fost afectată de pierderea tinerilor săi colegi, dar și de divergențele apărute în corpul profesoral. Conducerea școlii a fost preluată atunci de dr. Iosif Blaga. După intrarea trupelor române în Brașov în ziua de 16/29 august 1916 și retragerea armatelor austro-ungare împreună cu vechea administrație, în timpul celor 40 de zile cât trupele românești s-au aflat în Brașov, directorul școlii, Iosif Blaga, în urma unui ordin primit de la Comandamentul român, a modificat programa școlară, introducând istoria românilor, geografia României, limba și literatura română.
După reocuparea orașului de armatele germano-austro-ungare, un număr de zece profesori, inclusiv directorul dr. Iosif Blaga, s-au refugiat în România. Dintre aceștia, dr. Iosif Blaga, Nicolae Bogdan și dr. Constantin Lacea au trecut prin Rusia și Finlanda, ajungând la Stockholm, în Suedia, unde au lucrat, la cererea consulului român, la realizarea unor sinteze de informații politico-diplomatice și militare, continuând apoi această activitate de propagandă la Paris. În acest timp, profesorii care au rămas în Brașov au fost supuși la umilințe și răzbunări din partea autorităților maghiare.
Ca urmare, învățământul românesc la „Școalele centrale române greco-ortodoxe din Brașov” în anii 1917–1918 a intrat în criză, anul școlar 1916–1917 începând abia în februarie 1917. Pentru ca programul de studiu să se desfășoare cât mai normal în lipsa multor profesori, au fost angajați profesori pensionari, clasele au fost comasate din nou și s-a scurtat durata orelor de studiu. Clădirea școlii fiind transformată în spital de campanie, cursurile s-au ținut în clădiri închiriate, necorespunzătoare procesului didactic, la care s-a adăugat și lipsa acută a manualelor școlare. Biserica Sf. Nicolae, care până atunci obișnuia să ofere elevilor cărți și îmbrăcăminte, nu a mai dispus de fondurile necesare în acest scop. La toate acestea s-a mai adăugat dispariția aproape în întregime a unui bogat material didactic: colecțiile de arheologie, de numismatică, și de științe naturale ale școlii.
După terminarea războiului, majoritatea profesorilor și învățătorilor plecați în pribegie s-au întors înapoi acasă, cea mai mare parte a acestora reluându-și locurile la catedre. Clădirea școlii a avut nevoie de reparații majore, care s-au desfășurat pe perioada mai multor ani, necesitând considerabile resurse financiare.
Școala comercială a mai funcționat în anul școlar 1918–1919, după care a trecut în proprietatea statului român și a fost naționalizată, încetându-și activitatea.
Referitor la școala reală, Consiliul Dirigent al Transilvaniei, cu sediul la Sibiu, a decis unirea acesteia cu școala reală superioară maghiară de opt clase, într-o singură școală reală de stat, având curs inferior și curs superior. Această nouă instituție de sine stătătoare și având administrație proprie, cu sediul în clădirea școlii maghiare de pe Aleea Rudolf (devenită Aleea Ferdinand după Marea Unire, astăzi Bulevardul Eroilor), a primit denumirea oficială de Liceul real „Dr. Ioan Meșotă”.
Gimnaziul românesc și-a continuat activitatea, iar din anul 1922 a primit numele ctitorului său, mitropolitul Andrei Șaguna, devenind Liceul „Andrei Șaguna”. Clădirea școlii, situată între Cetate și Șchei, este declarată monument istoric cu cod LMI BV-II-m-A-11587.